# Кочилари
Кочилари (на македонска литературна норма: Кочилари) е село в централната част на Северна Македония, община Градско.

## География
Селото е разположено на около 10 километра източно от Велес и северозападно от общинския център Градско на левия бряг на Вардар.

## История
В XIX век Кочилари е турско село във Велешка кааза на Османската империя. В „Етнография на вилаетите Адрианопол, Монастир и Салоника“, издадена в Константинопол в 1878 година и отразяваща статистиката на населението от 1873 година, Кочилари (Cotchilari) е посочено като село с 52 домакинства и 141 жители мюсюлмани и 251 помаци.
Според статистиката на Васил Кънчов („Македония. Етнография и статистика“) от 1900 година Кечелари има 630 жители, всички турци.
След Междусъюзническата война в 1913 година селото попада в Сърбия.
На етническата си карта от 1927 година Леонард Шулце Йена показва Коджилар (Kodžilar) като турско село.